# Bank Spółdzielczy w Starym Sączu
Bank Spółdzielczy w Starym Sączu – bank spółdzielczy z siedzibą w Starym Sączu w Polsce. Bank zrzeszony jest w Banku Polskiej Spółdzielczości S.A.

## Historia
W 1876 utworzono Towarzystwo Zaliczkowe, którego pierwsze posadzenie odbyło się 13 lutego 1876. Założycielami Towarzystwa Zaliczkowego w większości byli zamożni chłopi, inteligencja i urzędnicy miejscy.
W 1949 do banku przyłączono Kasę Stefczyka w Barcicach i Kasę Stefczyka w Gołkowicach Polskich.

## Władze
W skład zarządu banku wchodzą:
- prezes zarządu
- wiceprezes zarządu
- członek zarządu

Czynności nadzoru banku sprawuje 7-osobowa rada nadzorcza.

## Placówki
- Centrala w Starym Sączu ul. Daszyńskiego 11
- Punkty Obsługi Klienta:
  - Stary Sącz, Rynek 11
  - Stary Sącz, Osiedle Słoneczne 9
  - Gołkowice Górne
  - Barcice Górne